# Elektrocyklistika

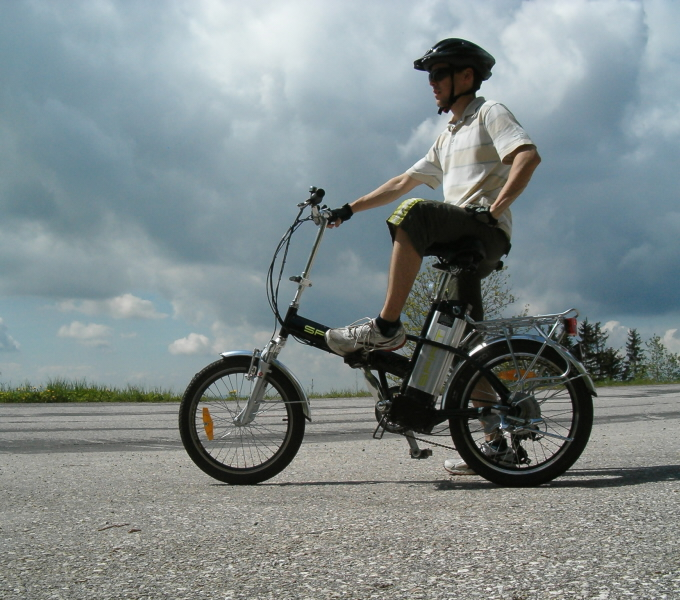

Elektrocyklistika je novodobý sport.[zdroj⁠?!] Elektrocyklistika je spojením klasické cyklistiky využívající přídavnou pomoc elektromotoru do kopců.
Kolu osazenému elektromotorem se říká elektrokolo a dle platné vyhlášky nesmí být v ČR osazeno motorem převyšujícím výkon 250 W. Elektrokola existují již několik let, avšak jejich rozmach a masivnější používání se datuje k roku 2010, kdy se začalo hojně využívat nových technologií v bateriích. Staré akumulátory byly nahrazeny novými typy, a to Li-ion a později Li-FePO4 (nižší hmotnost při stejném výkonu a vyšší počet nabíjecích cyklů).

## Historie
První elektrokola přišla na svět s vynálezem elektromotorů a konstruktér prvního elektrokola byl Hosea W. Libbey z Bostonu. Princip je jednoduchý, hlavní problém byl ale v napájení, neboť neexistovaly dostatečně výkonné baterie.

## Současnost
Velký rozmach elektrokol defakto začal až s objevením lithium-iontových baterií, které elektrokolu umožnily slušný dojezd a relativně malou váhu celého kola. Od roku 2012 zažívá elektrocyklistika obrovský boom, jelikož umožňuje i méně zdatným jezdcům zdolávat nepříjemné převýšení.
Dojezdy dnešních elektrokol se standardní 10Ah Li-ion baterií se pohybují v náročnějším terénu mezi 30–40 km s vydatnou pomocí příšlapu a s průměrnou hmotností cyklisty cca 70 kg, zvlášť když je nutno překonávat velké převýšení. Po rovině lze ujet 50–60 km do úplného vybití baterie. Nově se také počítá metodika 4Wh/Km.
Od roku 2017 se objevují menší rámové baterie s kapacitou i 20Ah/36V a také se baterie začínají postupně integrovat a zapouštět do rámu. 